# 日显
阿部日显（1922年12月19日—2019年9月20日），日本僧伽，日莲正宗第67代法主。

## 生平
1922年12月19日，第60代法主日开的儿子日显出生。
1928年得度，1943年毕业于立正大学日莲学科，担任教学部长、总监要职，1979年8月就任教主。1991年，创价学会与日莲宗正发生分裂，1998年5月日显拆卸创价学会教徒所供养的正本堂等，开始与创价学会对立。
2005年12月16日，日显隐居退席。日如继任第68代法主。
2019年9月20日上午7点30分，在东京都世田谷区的家中死去，享年96岁。

## 伪造照片事件
1992年11月，《创价新报》两次刊登日显被艺妓包围的照片，1993年2月17日又重新刊登彩色版照片。1993年5月1日日莲正宗方提起诉讼，以诽谤罪将池田大作告到东京地方裁判所。1999年12月6日，一审判决创价学会方赔偿总额400万日元，还要公开道歉并禁用此图片，创价学会方不服，重新上诉。2000年12月5日，东京高等裁判所二审维持大部分原判认定照片捏造，但撤销对创价学会公开道歉并禁用此图片的命令，所以在二审后竟出现原告、被告双方均各自宣传胜诉的现象。 然而，偽照片即日蓮正宗的下游團體偽造的照片。

## 著作
- 百六箇種脱對見拝述記（2007年、（株）大日蓮出版）
- 寿量品説法（2003年、（株）大日蓮出版） - 2014年に増補版が上下二巻で発刊
- 観心本尊抄講話 全五巻（2012年（株）大日蓮出版）
- 妙法七字拝仰 上下（2013年（株）大日蓮出版）
- 三大秘法義（2015年（株）大日蓮出版）
- 日蓮大聖人御金言義類別入文集（2015年（株）大日蓮出版